# Primi ministri della Repubblica Centrafricana
I primi ministri della Repubblica Centrafricana (Impero Centrafricano dal 4 dicembre 1976 al 21 settembre 1979) dal 1960 (data di indipendenza dalla Francia) ad oggi sono i seguenti.

## Lista
| Primo ministro                                               | Primo ministro | Primo ministro              | Partito                                                                               | Elezione | Mandato           | Mandato           |
| Primo ministro                                               | Primo ministro | Primo ministro              | Partito                                                                               | Elezione | Inizio            | Fine              |
| ------------------------------------------------------------ | -------------- | --------------------------- | ------------------------------------------------------------------------------------- | -------- | ----------------- | ----------------- |
| Carica non istituita (dal 14 agosto 1960 al 1º gennaio 1975) |                |                             |                                                                                       |          |                   |                   |
|                                                              |                | Elisabeth Domitien          | Movimento per l'Evoluzione Sociale dell'Africa Nera                                   |          | 2 gennaio 1975    | 7 aprile 1976     |
| Carica vacante (dall'8 aprile 1976 al 4 settembre 1976)      |                |                             |                                                                                       |          |                   |                   |
|                                                              |                | Ange-Félix Patassé          | Movimento per l'Evoluzione Sociale dell'Africa Nera                                   |          | 5 settembre 1976  | 14 luglio 1978    |
|                                                              |                | Henri Maïdou                | Movimento per l'Evoluzione Sociale dell'Africa Nera                                   |          | 14 luglio 1978    | 26 settembre 1979 |
|                                                              |                | Bernard Ayandho             | Movimento per l'Evoluzione Sociale dell'Africa Nera, Unione Democratica Centrafricana |          | 26 settembre 1979 | 22 agosto 1980    |
| Carica vacante (dal 23 agosto 1980 al 11 novembre 1980)      |                |                             |                                                                                       |          |                   |                   |
|                                                              |                | Jean-Pierre Lebouder        | Unione Democratica Centrafricana                                                      |          | 12 novembre 1980  | 4 aprile 1981     |
|                                                              |                | Simon Narcisse Bozanga      | Unione Democratica Centrafricana                                                      |          | 4 aprile 1981     | 1º settembre 1981 |
| Carica abolita (dal 2 settembre 1981 al 14 marzo 1991)       |                |                             |                                                                                       |          |                   |                   |
|                                                              |                | Édouard Frank               | Raggruppamento Democratico Centrafricano                                              |          | 15 marzo 1991     | 4 dicembre 1992   |
|                                                              |                | Timothée Malendoma          | Forum Civico                                                                          | 1992     | 4 dicembre 1992   | 26 febbraio 1993  |
|                                                              |                | Enoch Derant Lakoué         | Partito Social Democratico                                                            |          | 26 febbraio 1993  | 25 ottobre 1993   |
|                                                              |                | Jean-Luc Mandaba            | Movimento per la Liberazione del Popolo Centrafricano                                 | 1993     | 25 ottobre 1993   | 12 aprile 1995    |
|                                                              |                | Gabriel Koyambounou         | Movimento per la Liberazione del Popolo Centrafricano                                 |          | 12 aprile 1995    | 6 giugno 1996     |
|                                                              |                | Jean-Paul Ngoupandé         | Partito dell'Unità Nazionale                                                          |          | 6 giugno 1996     | 30 gennaio 1997   |
|                                                              |                | Michel Gbezera-Bria         | Indipendente                                                                          | 1998     | 30 gennaio 1997   | 4 gennaio 1999    |
|                                                              |                | Anicet-Georges Dologuélé    | Indipendente                                                                          |          | 4 gennaio 1999    | 1º aprile 2001    |
|                                                              |                | Martin Ziguélé              | Movimento per la Liberazione del Popolo Centrafricano                                 |          | 1º aprile 2001    | 15 marzo 2003     |
|                                                              |                | Abel Goumba                 | Fronte Patriottico per il Progresso                                                   |          | 23 marzo 2003     | 11 dicembre 2003  |
|                                                              |                | Célestin Gaombalet          | Indipendente                                                                          |          | 12 dicembre 2003  | 11 giugno 2005    |
|                                                              |                | Élie Doté                   | Indipendente                                                                          | 2005     | 13 giugno 2005    | 18 gennaio 2008   |
|                                                              |                | Faustin-Archange Touadéra   | Indipendente                                                                          | 2011     | 22 gennaio 2008   | 17 gennaio 2013   |
|                                                              |                | Nicolas Tiangaye            | Indipendente                                                                          |          | 17 gennaio 2013   | 10 gennaio 2014   |
|                                                              |                | André Nzapayeké             | Indipendente                                                                          |          | 25 gennaio 2014   | 10 agosto 2014    |
|                                                              |                | Mahamat Kamoun (Ad interim) | Indipendente                                                                          |          | 10 agosto 2014    | 2 aprile 2016     |
|                                                              |                | Simplice Sarandji           | Indipendente                                                                          | 2015-16  | 2 aprile 2016     | 27 febbraio 2019  |
|                                                              |                | Firmin Ngrébada             | Indipendente                                                                          |          | 26 febbraio 2019  | 15 giugno 2021    |
|                                                              |                | Henri-Marie Dondra          | Indipendente                                                                          |          | 15 giugno 2021    | 7 febbraio 2022   |
|                                                              |                | Félix Moloua                | Indipendente                                                                          |          | 7 febbraio 2022   | in carica         |